# Ebrahim Yazdi

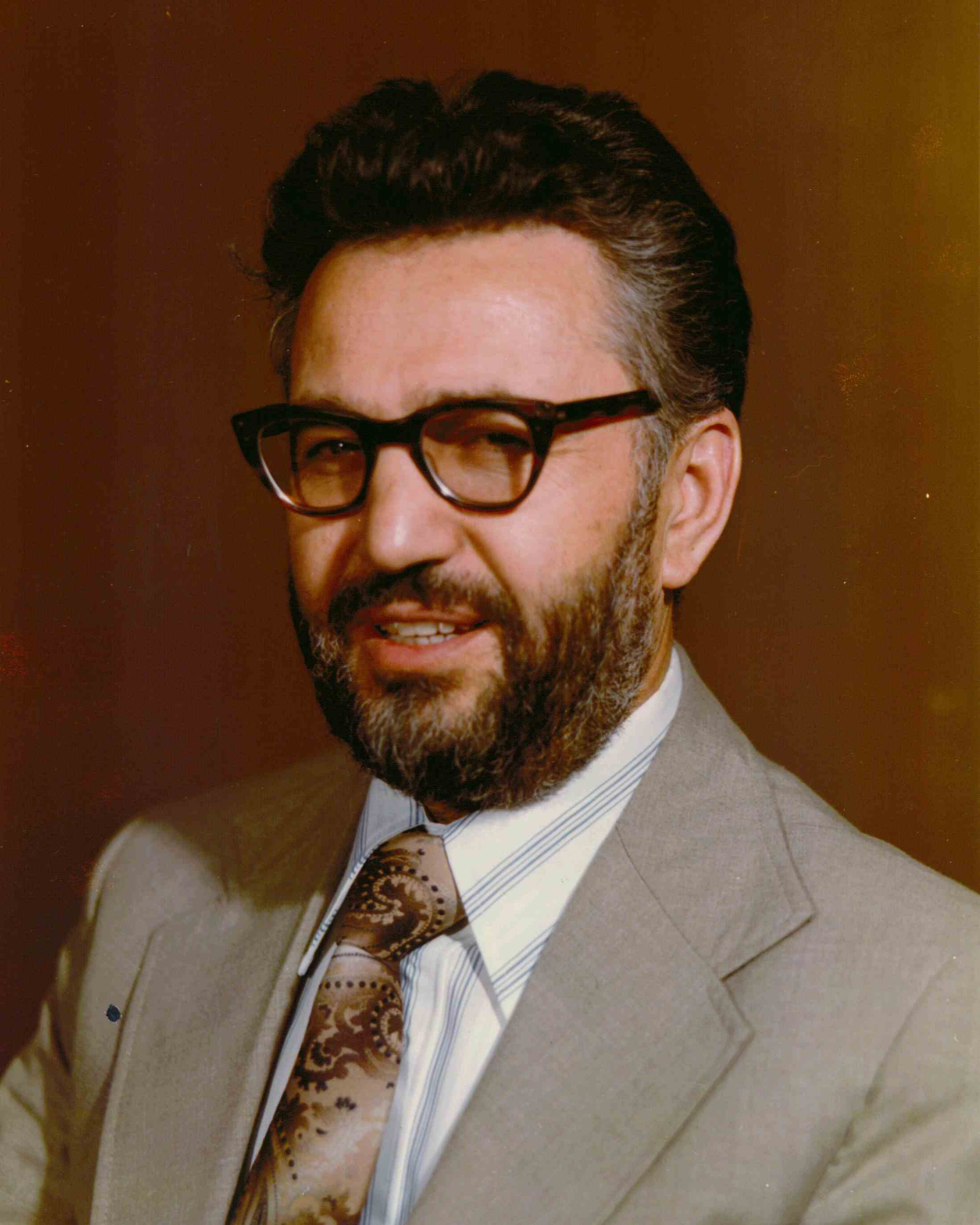
Ebrahim Yazdi 1979.

Ebrahim Yazdi (persiska: ابراهیم یزدی), född 26 september 1931 i Qazvin, Persien, död 27 augusti 2017 i Izmir i Turkiet, var en iransk islamistisk politiker och diplomat som var vice premiärminister och utrikesminister i revolutionära övergångsregeringen ledd av Mehdi Bazargan 1979, domare i den islamiska revolutionstribunalen 1979 under ledning av Sadeq Khalkhali, och ledare för islamistpartiet "Iranska frihetsrörelsen" (Nehzat-e Āzadi-ye Irān) mellan åren 1995-2011.

## Biografi
Yazdi studerade farmakologi vid Teherans universitet, lämnade sedan Iran 1960 för att studera medicin i USA, där han också spelade en viktig roll i organisteringen av det islamistiska motståndet mot Mohammad Reza Pahlavi styre. 1961 var han med och grundade "Iranska frihetsrörelsen" tillsammans med Mehdi Bazargan, Sadegh Ghotbzadeh och Mostafa Chamran. Han besökte Ayatollah Khomeini under dennes exil i Frankrike 1978, återvände till Iran i samband med revolutionen 1979 och blev premiärminister och utrikesminister i den provisoriska regeringen ledd av Mehdi Bazargan fram till i november 1979. 

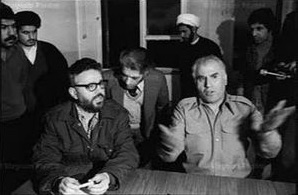
Ebrahim Yazdi (vänster) och den åtalade generalen Mehdi Rahimi (höger) i den islamiska revolutionstribunalen i februari 1979. Rahimi avrättades den 16 februari.

Samma år utsågs han av Ayatollah Khomeini till domstolstjänsteman i den islamiska revolutionstribunalen. I denna egenskap fungerade han både som förhörsledare, domare, åklagare och försvarsadvokat under en och samma rättegång i samarbete med chefsdomaren Sadeq Khalkhali. Tribunalen döme mer än fem hundra rojalister till döden under det första halvåret.
Från 1995 till 2011 var Yazdi ledare för "Iranska frihetsrörelsen". Partiet anses vara "olagligt" och "potentiella terrorister" av vissa fraktioner inom den iranska regeringen. De nutida angivna målen för partiet sägs vara vakthållning mot missbruk av konstitutionen, att verka för medborgerliga rättigheter, ökade möjligheter för demokrati och flerpartisystem, samt värna de ekonomiska, sociala och kulturella rättigheterna för alla iranier.